# Зорго
Зорго (фр. Zorgho) - місто і міська комуна в Буркіна-Фасо, в області Центральне Плато. Адміністративний центр провінції Ганзургу.

## Географія
Розташоване в центральній частині країни, за 110 км від міста Уагадугу, на висоті 299 м над рівнем моря .

### Клімат
Місто знаходиться у зоні, котра характеризується кліматом тропічних саван. Найтепліший місяць — квітень із середньою температурою 33.1 °C (91.6 °F). Найхолодніший місяць — січень, із середньою температурою 25.3 °С (77.5 °F).
| Клімат Зорго            | Клімат Зорго | Клімат Зорго | Клімат Зорго | Клімат Зорго | Клімат Зорго | Клімат Зорго | Клімат Зорго | Клімат Зорго | Клімат Зорго | Клімат Зорго | Клімат Зорго | Клімат Зорго | Клімат Зорго |
| Показник                | Січ.         | Лют.         | Бер.         | Квіт.        | Трав.        | Черв.        | Лип.         | Серп.        | Вер.         | Жовт.        | Лист.        | Груд.        | Рік          |
| Середня температура, °C | 25,3         | 28,1         | 31,4         | 33,1         | 32,4         | 29,6         | 27,7         | 27           | 27,5         | 29,2         | 28           | 25,4         | 28,7         |
| Норма опадів, мм        | 0.1          | 0.8          | 7            | 26.5         | 71.1         | 109.3        | 181.5        | 227.1        | 145.9        | 32.3         | 1.5          | 1.1          | 804.2        |
| Днів з опадами          | 0,3          | 0,2          | 1,2          | 2,9          | 6            | 8,9          | 11,7         | 14,8         | 10,3         | 3,8          | 0,7          | 0,5          | 61,3         |
| Вологість повітря, %    | 22.6         | 21           | 28.6         | 41.7         | 53.6         | 63.8         | 72.3         | 76.8         | 73.2         | 60.2         | 38.9         | 28           | 48.4         |
| ----------------------- | ------------ | ------------ | ------------ | ------------ | ------------ | ------------ | ------------ | ------------ | ------------ | ------------ | ------------ | ------------ | ------------ |
| Джерело: Weatherbase    |              |              |              |              |              |              |              |              |              |              |              |              |              |

## Населення
За даними на 2013 рік, чисельність населення міста становила 21 787 осіб .
Динаміка чисельності населення міста по роках:
| 1996  | 2005  | 2006   | 2013   |
| ----- | ----- | ------ | ------ |
| 17466 | 22033 | 19 278 | 21 787 |